# Osvaldo Perazzo
Osvaldo Perazzo (Frascarolo, 25 gennaio 1913 – ...) è stato un calciatore italiano, di ruolo centrocampista.

## Carriera
Ala destra, giocò in Serie A con l'Alessandria, squadra a cui rimase legato fino al 1936 quando fu posto in lista di trasferimento.